# Christopher Malcolm
Christopher Malcolm, né le 19 août 1946 et mort le 15 février 2014, est un acteur et producteur écossais.

## Biographie

### Enfance et éducation
Christopher Malcolm est né à Aberdeen en Écosse, puis a passé une grande partie de son enfance au Canada quand ses parents se sont installés en Colombie-Britannique à la fin des années 1940. Il a ensuite travaillé et suivi des cours de théâtre à l'Université de Colombie-Britannique.

### Carrière
Après l'université, il est retourné au Royaume-Uni et a commencé sa carrière professionnelle au Royal Shakespeare Company. Il a joué dans plus d'une dizaine de productions et a notamment travaillé avec des réalisateurs comme Peter Hall et Trevor Nunn. Au cours des années 1970, il a continué à jouer dans des pièces de théâtre, dont The Rocky Horror Show créant le rôle de Brad Majors, ainsi que dans de nombreux films comme Star Wars, épisode V : L'Empire contre-attaque, Reds, Ragtime, Labyrinthe et Highlander.
En 1978, Christopher Malcolm a commencé sa carrière de producteur avec Pal Joey, une pièce qui a été jouée au West End theatre en 1980 et a été nommée aux Laurence Olivier Awards. Il a poursuivi ce succès avec une autre nomination en 1981 pour la comédie Steaming. En 1990, il a co-produit une nouvelle version de The Rocky Horror Show au théâtre de Piccadilly Circus. Il a maintenu en parallèle une carrière d'acteur en jouant notamment dans 11 épisodes de la série Absolutely Fabulous.

## Vie privée
Christopher Malcolm a longtemps vécu à Londres avec son épouse Judy. Ils ont eu trois enfants.
Il meurt le 15 février 2014 d'un cancer. Sa fille Morgan Lloyd Malcolm a annoncé son décès via Twitter,.

## Filmographie
- 1975 : La Nuit de la peur (The Spiral Staircase) de Peter Collinson : un policier
- 1980 : Star Wars, épisode V : L'Empire contre-attaque (Star Wars, Episode V : The Empire Strikes Back) d'Irvin Kershner : rebelle Zev (Rogue 2)
- 1985 :  Rex le Magnifique (Rustlers' Rhapsody) de Hugh Wilson : Jud
- 1985 : Le Roi David (King David) de Bruce Beresford
- 1986 : Highlander de Russell Mulcahy : Kirk Matunas